# Baysz
Baysz (en armenio: Բայսզ, también romanizado como Baysyz y Baysuz; antiguamente, Bashsis) es un municipio de la provincia de Aragatsotn de Armenia. Tiene las ruinas de una iglesia del siglo XII y las ruinas de un castillo. En 2001 tenía 182 habitantes.